# 奇什梅區

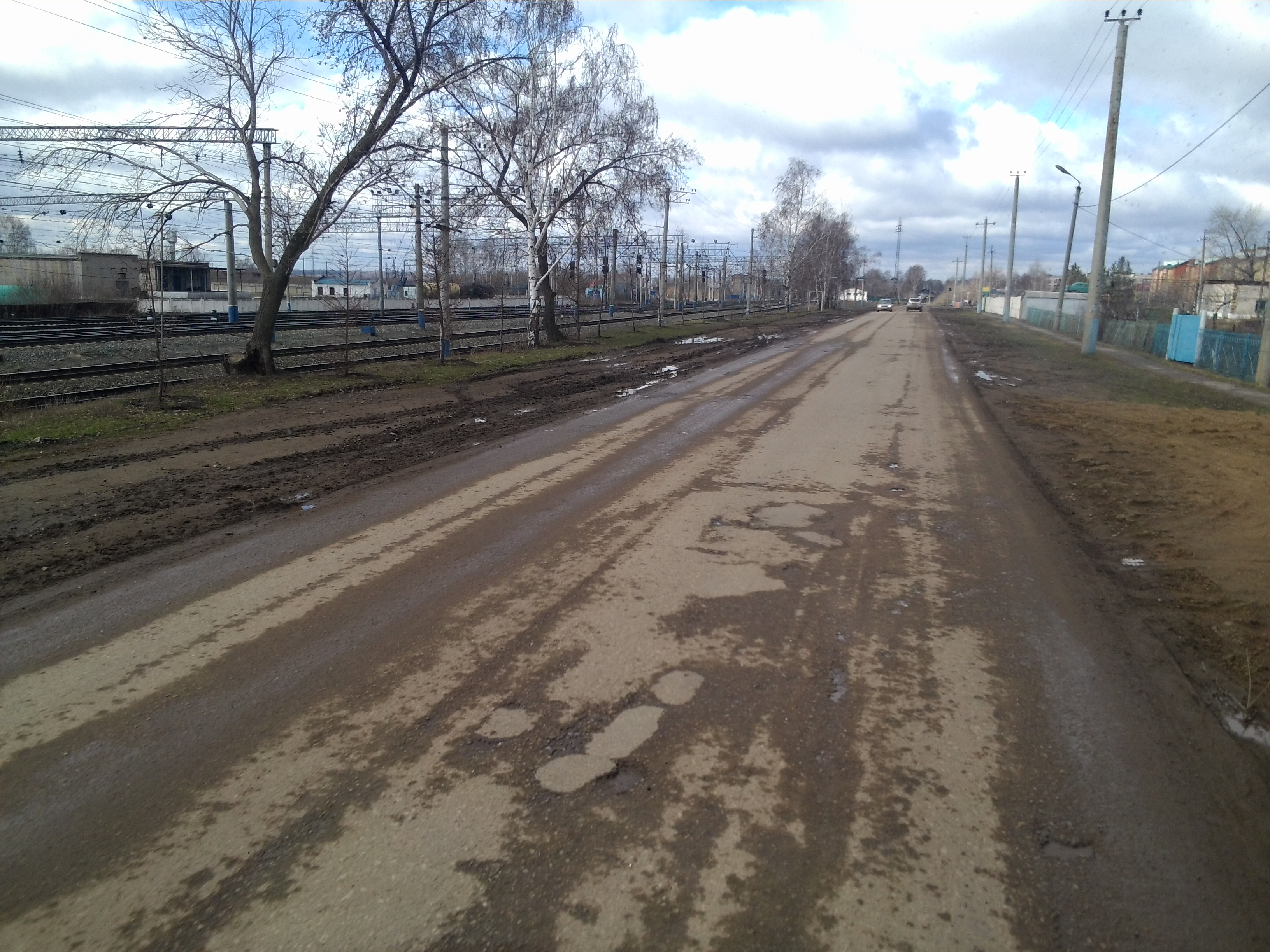

54°36′N 55°24′E / 54.600°N 55.400°E
奇什梅區（俄语：Чишминский район），是俄羅斯的一個區，位於該國西南部，由巴什科爾托斯坦共和國負責管轄，始建於1930年，面積1,824平方公里，2010年人口52,344，人口密度每平方公里28.7人。